# Guantanamera (Film)
Guantanamera (Fernsehtitel: Guantanamera – Eine Leiche auf Reisen) ist ein satirischer kubanischer Film aus dem Jahr 1995 von Tomás Gutiérrez Alea und Juan Carlos Tabío. Er wurde nach dem Lied Guantanamera benannt, welches auch der Titelsong des Films ist. Es ist der letzte Film vom Tomás Gutiérrez vor seinem Tod 1996. Geschichtlicher Kontext ist Kubas Sonderperiode in den 1990er Jahren.

## Handlung
Tante Yolita stirbt in Guantánamo, während sie dort ihre Nichte, die Universitäts-Dozentin Gina besucht und gleichzeitig ihre Jugendliebe Cándido wiedertrifft. Ginas Ehemann Adolfo ist Mitarbeiter eines Bestattungsinstituts und ist dort zuständig für das Überführen von Leichen von ihrem Sterbeort zur Bestattung in ihre Heimat. Darüber hinaus ist er ein linientreuer Kommunist und ausgesprochener Bürokrat. Eine neue Vorschrift zum Leichentransport, welche Kosten einsparen soll, provoziert zahlreiche Pannen und andere komische Situationen, die den Erfolg des – von Adolfo geleiteten – Transportes von Tanta Yolitas Leichnam durchgehend verkomplizieren. Mit auf dieser Überführungsreise fahren Cándido sowie der Verstorbenen hübsche Nichte Gina, die in ihrer Ehe mit Adolfo unglücklich ist. Unterwegs treffen sie unter anderem auf die LKW-Fahrer Mariano und Ramón, die sie durch Zufall bei jedem Halt wiedersehen. Mariano ist ein ehemaliger Student und Verehrer von Gina aus Zeiten, als sie seine Dozentin war. Das Zusammentreffen führt zu zahlreichen Emotionen und Abenteuern, nicht zuletzt zu satirisch dargestellten Situationen aus dem alltäglichen Leben auf Kuba.
In den Hintergrundbildern sieht man – wie aus Roadmovie-Perspektive – die langfristigen Folgen von Kommunismus und schwacher Wirtschaft unter Fidel Castro: der Schwarzmarkt floriert, auf jedem möglichen freien Quadratmeter werden Gemüse angebaut oder Hühner gehalten, es gibt Devisenshops, in denen ausschließlich Waren gegen US-Dollar angeboten werden, und vieles geschieht nicht ohne Buchungen und Abrechnungen in bedeutungsloser Papierform, was einen stetigen Anreiz zur Bestechung bietet.

## Kritik
Die Kulturzeitschrift Rolling Stone bezeichnete den Film als „eine wunderbare Farce über die Tücken des real existierenden Sozialismus“.